# Jelšovce
Jelšovce (bis 1948 slowakisch „Jagersek“ – bis 1927 „Jagerseg“; ungarisch Nyitraegerszeg – bis 1892 Egerszeg) ist eine slowakische Gemeinde im Okres Nitra und im Nitriansky kraj mit 985 Einwohnern (Stand 31. Dezember 2024).

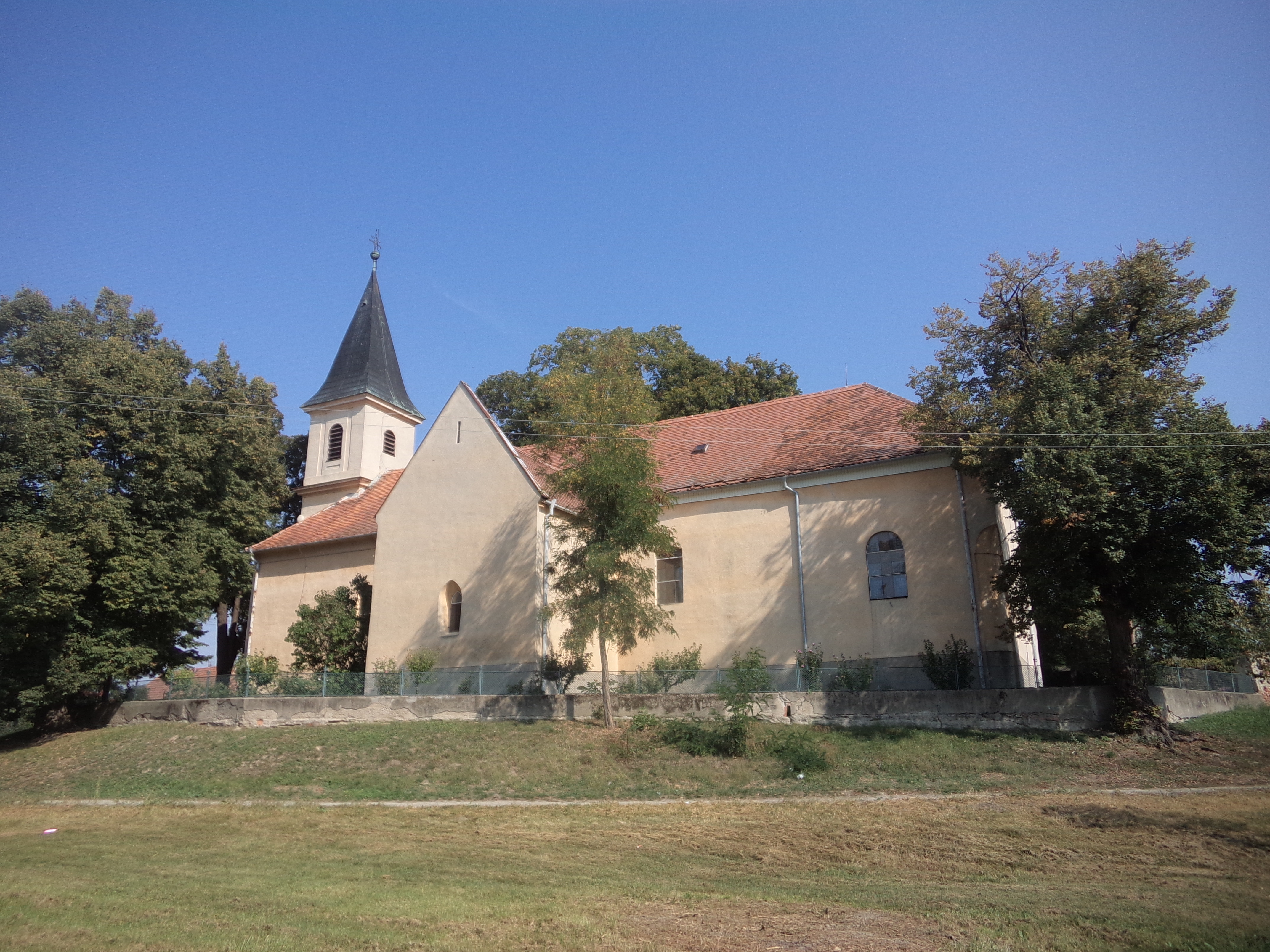

## Geographie
Die Gemeinde befindet sich im Südteil des Hügellands Nitrianska pahorkatina (Teil des Donauhügellands) am rechten Ufer der Nitra, unweit der südwestlichen Ausläufer des Gebirges Tribeč. Das Ortszentrum liegt auf einer Höhe von 148 m n.m. und ist zehn Kilometer von Nitra entfernt.
Nachbargemeinden sind Ľudovítová im Norden, Podhorany im Osten, Nitra (Stadtteil Dražovce) im Süden, Čakajovce im Südwesten und Šurianky im Nordwesten.

## Geschichte
Aus den seit 1982 laufenden archäologischen Untersuchung geht eine Besiedlung des heutigen Gebietes in der Jungsteinzeit (etwa 4500 v. Chr.) hervor, mit einer Siedlung der Badener Kultur. Weitere Nachweise stammen aus der Bronze-, Hallstatt- und Latènezeit. Die slawischen Vorfahren der heutigen Slowaken ließen sich im 9. Jahrhundert nieder.
Der Ort wurde zum ersten Mal 1326 als Egurzegh schriftlich erwähnt und gehörte zum Neutraer Kapitel, später teilweise zum Tyrnauer Herrschaftsgut des Erzbistums Gran. Das Dorf wurde anfangs von den Kiptschaken besiedelt. Die Pfarrei wird zum ersten Mal 1332 erwähnt. 1549 hatte das Erzbistum insgesamt 28 Porta und zwei Mühlen im Ort. Während des Baus der Festung Neuhäusel (heute Nové Zámky) mussten die Dorfbewohner Hilfe leisten. 1828 zählte man 137 Häuser und 958 Einwohner, die in der Landwirtschaft beschäftigt waren.
Bis 1918 gehörte der im Komitat Neutra liegende Ort zum Königreich Ungarn und kam danach zur Tschechoslowakei beziehungsweise heute Slowakei. 1948 wurde das vom ungarischen stammende Name Jagersek ins Jelšovce übertragen, wobei das ungarische Wort éger für eine Erle (vgl. Eger) ins slowakische jelša übersetzt wurde. Szeg bezeichnete hingegen einen Fischplatz.

## Einwohner
| Jahr                | 1994 | 2004    | 2014    | 2024    |
| ------------------- | ---- | ------- | ------- | ------- |
| Anzahl der Personen | 979  | 949     | 1008    | 985     |
| Unterschied         |      | −3,06 % | +6,21 % | −2,28 % |

| Jahr                | 2023 | 2024    |
| ------------------- | ---- | ------- |
| Anzahl der Personen | 986  | 985     |
| Unterschied         |      | −0,10 % |

Gemäß der Volkszählung 2011 wohnten in Jelšovce 990 Einwohner, davon 919 Slowaken, 48 Magyaren, vier Tschechen, zwei Mährer und ein Roma. 16 Einwohner machten keine Angaben. 846 Einwohner bekannten sich zur römisch-katholischen Kirche, vier Einwohner zur evangelischen Kirche A. B., jeweils zwei Einwohner zu den Zeugen Jehovas und zur griechisch-katholischen Kirche und jeweils ein Einwohner zur orthodoxen Kirche und zur reformierten Kirche; drei Einwohner bekannten sich zu einer anderen Konfession. 70 Einwohner waren konfessionslos und bei 61 Einwohnern ist die Konfession nicht ermittelt.

## Bauwerke
- römisch-katholische Magdalenenkirche, ursprünglich gotisch, 1733 umgebaut und im Barockstil neu gestaltet
- Pfarrhof aus dem 18. Jahrhundert

## Söhne und Töchter der Gemeinde
- František Desset (1942–2006), slowakischer Schauspieler